# Ministerio de Transportes y Comunicaciones
El Ministerio de Transportes y Comunicaciones de España, también llamado Ministerio de Transportes, Turismo y Comunicaciones, fue un departamento ministerial con competencias en transporte, comunicaciones y turismo que existió entre la legislatura constituyente y la iv legislatura.

## Historia
Fue inicialmente creado por el presidente del Gobierno, Adolfo Suárez, en su segundo gobierno, como un departamento de nueva creación que asumió competencias de hasta cuatro ministerios, a saber:
- Las competencias sobre correo postal y telecomunicaciones del Ministerio de la Gobernación, a través de la Dirección General de Correos y Telecomunicación y la Delegación del Gobierno en la Compañía Telefónica Nacional de España.
- Las competencias sobre el transporte terrestre del Ministerio de Obras Públicas, a través de la Dirección General de Transportes Terrestres.
- Las competencias sobre la marina mercante y la pesca del Ministerio de Comercio, a través de la Subsecretaría de la Marina Mercante.
- Las competencias sobre aviación civil del Ministerio del Aire, a través de la Subsecretaría de Aviación Civil.

Cuatro años más tarde, en 1981, el nuevo presidente del Gobierno, Leopoldo Calvo-Sotelo, renombró el departamento añadiendo a su nomenclatura el término «turismo» para que concordara con sus competencias, pues seis meses antes, tras la supresión del Ministerio de Comercio y Turismo, las competencias turísticas se transfirieron a este departamento, a través de la Secretaría de Estado de Turismo.
Una década después, en 1991, se el presidente del Gobierno, Felipe González, disolvió el ministerio, integrando la mayoría de las competencias y órganos en el Ministerio de Obras Públicas y Transportes, con la excepción de las turísticas, que pasaron al Ministerio de Industria, Comercio y Turismo.

## Titulares
Durante los catorce años de existencia de este departamento, siete personas ocuparon la cartera:
- (1977-1978): José Lladó y Fernández Urrutia
- (1978-1980): Salvador Sánchez-Terán Hernández
- (1980-1981): José Luis Álvarez Álvarez
- (1981-1982): Luis Gámir Casares
- (1982-1985): Enrique Barón Crespo
- (1985-1988): Abel Ramón Caballero Álvarez
- (1988-1991): José Barrionuevo Peña